# Millennium (film)
|  | Denne artikel er oprettet af botten Steenthbot ud fra en ekstern database. Den kan derfor have sproglige fejl eller mangler. Denne skabelon kan fjernes efter kontrol af indholdet. |

 For alternative betydninger, se Millennium (flertydig). (Se også artikler, som begynder med Millennium)
Millennium er en dansk kortfilm fra 2013 instrueret af Kristian Sejrbo Lidegaard efter eget manuskript.

## Handling
13-årige Karl og Thomas har været barndomsvenner, men er nu ved at glide fra hinanden. Thomas er vild med Katzy, og Katzy er vild med Karl. Drengene har stjålet 30 000 kr., fordi Thomas vil imponere Katzy med en uforglemmelig fest.

## Medvirkende
- William Rudbeck Lindhardt
- Carla Fjeldsted Rasmussen
- Jonathan Werner Juul